# Eilema chrysophlebs
Eilema chrysophlebs är en fjärilsart som beskrevs av George Francis Hampson 1895. Eilema chrysophlebs ingår i släktet Eilema och familjen björnspinnare. Inga underarter finns listade i Catalogue of Life.